# Bruce Matthews
Bruce Rankin Matthews (Raleigh, 8 agosto 1961) è un allenatore di football americano ed ex giocatore di football americano statunitense che ha giocato nel ruolo di offensive lineman nella National Football League (NFL) per 19 stagioni tra il 1983 e il 2001. Matthews al college giocò a football per la University of Southern California, dove fu premiato come All-American. Scelto nel primo giro del Draft NFL 1983, giocò per tutta la carriera con gli Houston Oilers, poi diventati Tennessee Titans. È stato convocato per 14 Pro Bowl, il secondo massimo della storia, insieme a Merlin Olsen e Tony Gonzalez, e dietro ai 15 di Tom Brady.

## Carriera da giocatore
Gli Houston Oilers selezionarono Matthews come nono assoluto nel Draft 1983. A Houston, egli bloccò per il leggendario Earl Campbell e finì per giocare in tutte le posizioni della linea offensiva (guardia, centro e tackle), venendo selezionato per il Pro Bowl come guardia e come centro. Matthews trascorse tutta la sua carriera con la franchigia degli Oilers, che nel mezzo della sua carriera si trasferì e divenne i Tennessee Titans. Un giocatore estremamente longevo, Matthews si ritirò dopo la stagione 2001 avendo giocato più gare di qualsiasi altro giocatore nella NFL (296), esclusi i placekicker e i punter (in seguito fu superato da Brett Favre; Matthews detiene ancora il record per un uomo della linea offensiva), e giocò più stagioni (19) di qualsiasi altro uomo della linea offensiva. Non saltò mai una gara per infortunio (la stagione 1987 fu accorciata per uno sciopero dei giocatori) e partì come titolare in 229 gare consecutive. Nel 1999, i Titans arrivarono a disputare il Super Bowl XXXIV in cui Matthews partì come titolare, ma la squadra venne sconfitta dai St. Louis Rams guidati da Kurt Warner. Matthews è l'unico giocatore ad aver giocato contro i Baltimore Colts nella loro ultima gara al Memorial Stadium e contro i Baltimore Ravens nella loro ultima gara al Memorial Stadium.
Nel suo primo anno di eleggibilità, Matthews fu inserito nella Pro Football Hall of Fame nella classe del 2007. È l'unico giocatore dei Tennessee Titans ad aver ricevuto questo onore dal loro trasferimento da Houston. Fu il quinto giocatore del Draft 1983 ad essere indotto, unendosi a Dan Marino, Eric Dickerson, John Elway e Jim Kelly; Darrell Green in seguito divenne il sesto.

## Carriera da allenatore
Il 27 febbraio 2009, Matthews firmò con gli Houston Texans come assistente dell'attacco, ruolo che ricoprì fino al 2010. Il 9 febbraio 2011 passò ai Tennessee Titans come allenatore della linea offensiva.

## Palmarès

### Franchigia
- American Football Conference Championship: 1

Tennessee Titans: 1999

### Individuale
- Convocazioni al Pro Bowl: 14

1988, 1989, 1990, 1991, 1992, 1993, 1994, 1995, 1996, 1997, 1998, 1999, 2000, 2001
- All-Pro: 10

1988, 1989, 1990, 1991, 1992, 1993, 1996, 1998, 1999, 2000
- Offensive Lineman dell'anno: 1

2000
- Formazione ideale della NFL degli anni 1990
- Numero 74 ritirato dai Titans
- Formazione ideale del 100º anniversario della National Football League
- Classificato al #78 tra i migliori cento giocatori di tutti i tempi da NFL.com
- Pro Football Hall of Fame

## Vita privata
Bruce è il fratello di Clay, Pro Bowler negli anni ottanta con i Cleveland Browns. I figli di Matthews, Kevin, Jake e Mike hanno tutti giocato come offensive lineman alla Texas A&M University. Jake era considerato uno dei migliori offensive tackle selezionabili nel Draft NFL 2014, dove fu scelto come sesto assoluto dagli Atlanta Falcons.